# Concerto cho violin số 1 (Mozart)
Bản concerto cho vĩ cầm số 1 cung Si giáng trưởng, K. 207, là một sáng tác bởi Wolfgang Amadeus Mozart, từng được cho là đã được sáng tác vào năm 1775 (khi Mozart 19 tuổi), cùng với bốn bản hòa tấu vĩ cầm đã được xác thực khác. Tuy nhiên, phân tích chữ viết tay và bản thảo trên đó bản concerto được viết cho thấy rằng ngày sáng tác của tác phẩm có thể là năm 1773. Tác phẩm này có cấu trúc nhanh - chậm - nhanh theo thông thường.

Concerto gồm những chương sau:
1. Allegro moderato
2. Adagio
3. Presto

Bản concerto này chứa đầy những đoạn nhạc tuyệt với kĩ thuật lướt nốt móc kép. Nó được đặc trưng chung và tóm gọn bởi tính tinh thần cao.
Rondo cung Si giáng trưởng, K. 269, dành cho violin và dàn nhạc, cũng được kết nối với bản concerto này. Bản nhạc được sáng tác để thay thế chương cuối, và được sáng tác để đáp ứng lời đề nghị của Antonio Brunetti, một nghệ sĩ vĩ cầm ở Salzburg vào thời điểm đó.

Tuy nhiên, thường thì bản concerto được biểu diễn với phần cuối nguyên gốc và Rondo K. 269 vẫn là một bản hòa tấu riêng biệt. 